# Схід повного місяця
«Схід повного місяця» (англ. Full Moon High) — американський комедійний фільм жахів 1981 року сценариста і режисера Ларрі Коена.

## Синопсис
Популярний футболіст середньої школи стає перевертнем після поїздки до Трансільванії і намагається змиритися з новою реальністю.

## У ролях
| Актор            | Роль                       |
| ---------------- | -------------------------- |
| Адам Аркін       | Тоні Волкер                |
| Ед МакМахон      | полковник Вільям П. Волкер |
| Алан Аркін       | доктор Бренд               |
| Роз Келлі        | Джейн                      |
| Кеннет Марс      | тренер                     |
| Білл Кірхенбауер | детектив Джек Флінн        |
| Луїс Най         | преподобний                |
| Лорен Лендон     | блондиночка                |
| Боб Саґет        | cпортивний коментатор      |

## Виробництво
Фільм частково знятий у старшій школі в місті Бербанк, Каліфорнія, влітку 1979 року. Частину фільму також було знято в Ліндгерсті, Нью-Джерсі, на футбольному полі в парку округу Берген біля підніжжя Веллі-Брук-авеню та Рівер-роуд.
Це єдиний «відверто комедійний» Коена.